# 클리프 블레진스키

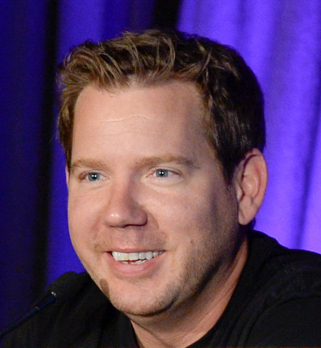

클리프 블레진스키(Cliff Bleszinski, 1975년 2월 12일 ~ )는 미국의 비디오 게임 디자이너이다. 언리얼, 기어스 오브 워 시리즈의 개발에 관여했다. 1992년부터 2012년까지 에픽게임즈에서 일하다가 2014년에 보스 키 프로덕션스를 공동 설립했다.

## 비디오 게임
- 언리얼 (1998년 비디오 게임)
- 언리얼 토너먼트
- 기어스 오브 워 (비디오 게임)
- 기어스 오브 워 2
- 불릿스톰
- 기어스 오브 워 3
- 로브레이커즈

## 영화
- 비디오 게임 하이스쿨
- 기어스 오브 워